# Descripciones contemporáneas cristianas de la cruz de ejecución romana
Las descripciones contemporáneas cristianas de la cruz de ejecución romana la presentan unánimemente como compuesta normalmente de dos maderas, a pesar de la variabilidad de los métodos utilizados para infligir la pena de muerte en el Imperio romano.
Los escritores no cristianos del mismo período dan una imagen idéntica del típico instrumento empleado para la crucifixión de los condenados.
Ni los unos ni los otros indican si las dos maderas de la cruz estaban firmemente unidas o no.

## Terminología

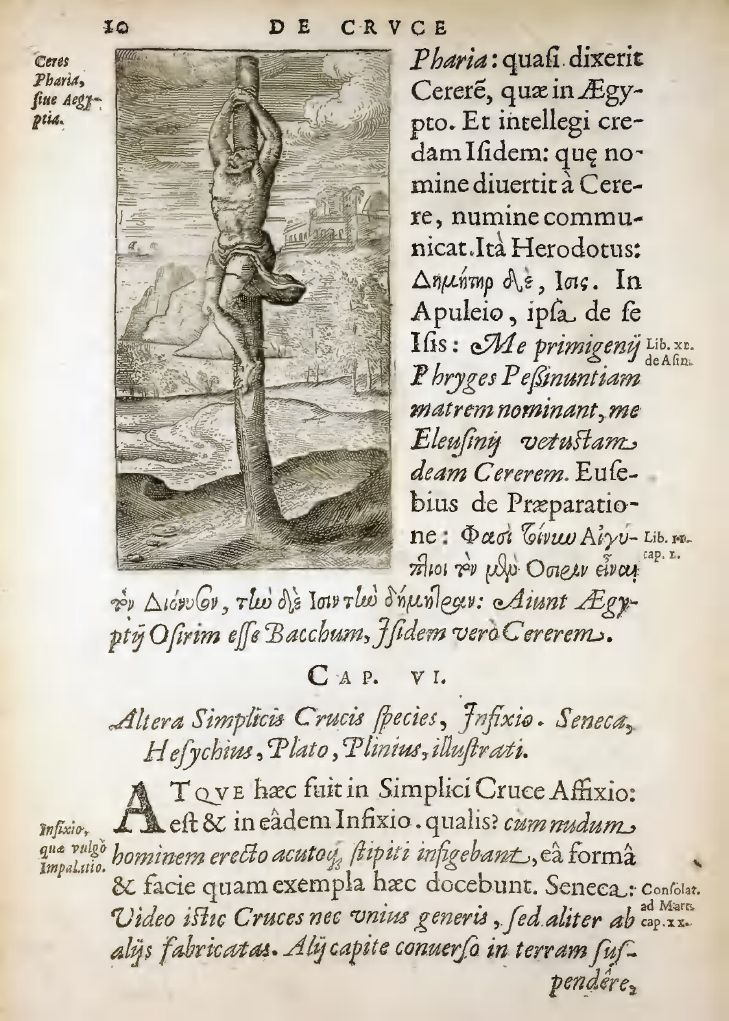
Crux simplex ad affixionem y explicación de la distinción entre esta y la crux simplex ad infixionem.

Según una terminología inventada por Justo Lipsio (1547-1606) y por eso no utilizada en los textos antiguos, se distingue entre la crux simplex hecha de una sola madera sin travesaño y la crux compacta compuesta de más de una madera. 
Lipsio distinguió dos tipos de la crux simplex  sin travesaño: la crux simplex ad affixionem, a la que atar la víctima para que muriera de ese modo, y la crux simplex ad infixionem, con la que empalar al condenado. Del mismo modo, Lipsio distinguió tres tipos de la crux compacta: la crux decussata (en forma de X), la crux commissa (en forma de T) y la crux immissa (en forma de †).

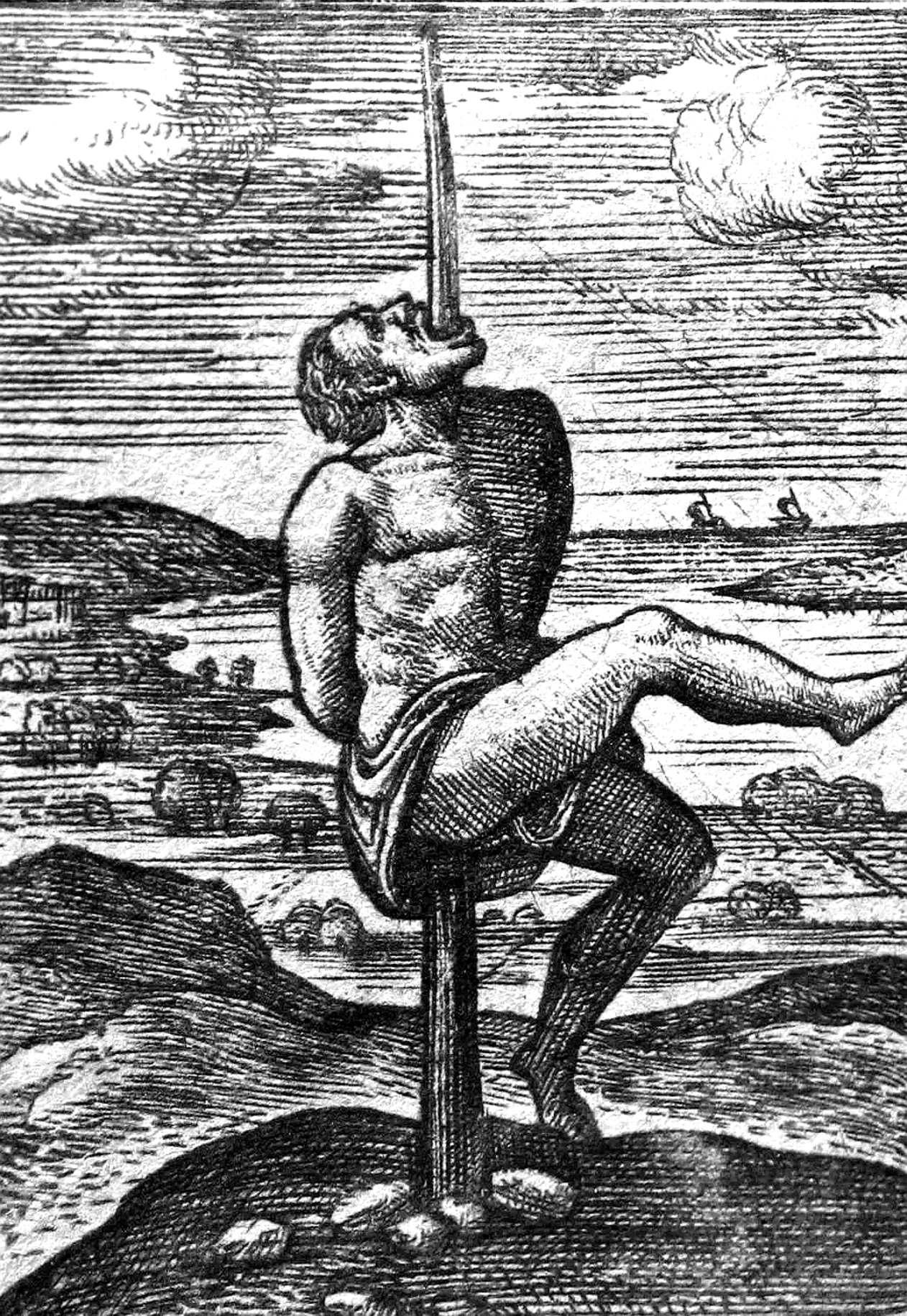
Crux simplex ad infixionem según Justo Lipsio

Algunos investigadores consideran inútil la distinción entre la crux commissa y la crux immissa dentro de la categoría crux compacta. Hermann Fulda la llamó una distinción sin sentido que agarró Lipsio de la nada. Otros también, entre ellos Gerald G. O'Collins, no aceptan todas las propuestas subcategorías de la crux compacta.
Séneca (hacia el 4 aC - 65 dC) registra el uso en el siglo I d. C. de la crux compacta con travesaño ( patibulum ) y de la crux simplex ad infixionem (para empalamiento), pero no menciona la crux simplex ad affixionem (sin travesaño). Parece indicar que existía una forma normal de realizar la crucifixión, a pesar de la existencia también de variaciones significativas.
Flavio Josefo (37 – hacia 100) en su obra La guerra de los judíos habla de desviaciones operadas por los soldados romanos que sitiaban Jerusalén y que con ira y con odio ahorcaban a los judíos de diversas maneras.

## Compuesta de más de una madera
Ireneo de Lyon (principios del siglo II - 202 dC) comenta en su Contra las herejías que "la forma de la cruz tiene cinco extremidades: dos a lo largo, dos a lo ancho y uno en medio, donde se clavan los clavos".
Justino Mártir (100–165) hace la misma observación al comentar en su Diálogo con Trifón sobre el texto de Deuteronomio, 33,17: "Nadie podría decir o probar que los cuernos de un unicornio representan cualquier otra cosa o forma que el tipo que retrata la cruz, ya que una viga se coloca en posición vertical, desde la que la extremidad más alta se levanta hacia arriba en un cuerno, cuando se le ajusta la otra viga, y las extremidades en ambos lados aparecen como cuernos unidos al primer cuerno, y la parte que se fija en el centro, sobre la cual se suspende a los crucificados, también se destaca como un cuerno y parece esa también un cuerno unido y ajustado con los otros cuernos".
A los paganos que se burlaban de los cristianos llamándoles devotos de la cruz Tertuliano (c. 155 – c. 240) respondió que también los paganos veneran imágenes de madera adorando una parte de la cruz, mientras que a los cristianos se les atribuía "la cruz completa con la viga transversal y el asiento que se proyecta". Y agregó: "La misma estructura de nuestro cuerpo sugiere el contorno esencial y primordial de la cruz. La cabeza asciende a la cima, la columna vertebral se coloca vertical, los hombros cruzan la columna vertebral. Si se coloca a un hombre con los brazos extendidos, se crea la imagen misma de la cruz.
Justino Mártir dice también: "En efecto, el cordero [pascual] se asa colocándole en forma de cruz. Porque una punta del asador le atraviesa recta desde los pies a la cabeza; y otra por las espaldas, y a ella se sujetaban las patas delanteras del cordero"
Estas afirmaciones de cristianos del siglo II cinciden con las de los no cristianos contemporáneos. Artemidoro declara que la cruz de ejecución se compone de más de una sola madera al decir que para los que están a punto de emprender un viaje por mar es presagio de buena suerte soñar con ser crucificados, "pues también el barco está compuesto de maderas y clavos y su mástil se asemeja a una cruz".
Dionisio de Halicarnaso (hacia el año 60 aC - después del 7 aC) cuenta que, en cierta ocasión, "un prominente romano entregó a uno de sus esclavos a los compañeros para ser llevado a la pena de muerte. Para hacer manifiesto su castigo, les ordenó de arrastrarlo azotándolo a través del Foro y cada otra parte concurrida de la ciudad antes de la procesión que en ese momento la ciudad estaba llevando a cabo en honor del dios. Los encargados de llevar al esclavo a su castigo estiraron ambos sus brazos y los ataron a una madera que se extendía a través de su pecho y hombros hasta sus muñecas y lo acompañaron desgarrando su cuerpo desnudo con látigos". Dionisio no especifica si la madera que el esclavo llevaba sobre los hombros debía servir como travesaño de una cruz de ejecución, pero algunos eruditos la interpretan así.

## Para brazos extendidos de la víctima

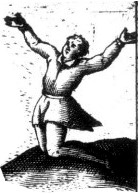
Justo Lipsio, Orar con brazos extendidos

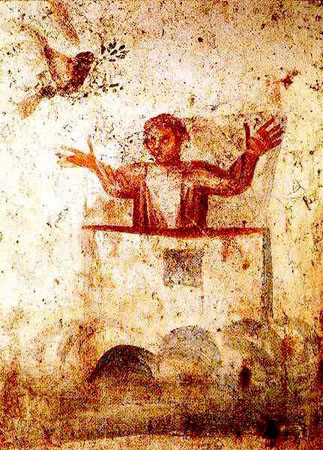
Noé en oración (fresco en las catacumbas de Roma

Los primeros cristianos vieron en la costumbre de orar con las manos extendidas una figura de la cruz de Cristo. Tertuliano interpretó así el vuelo de los pájaros: "Incluso las aves cuando levantan el vuelo y se elevan hasta el cielo, extienden en forma de cruz sus alas, como si fueran manos, y hacen algo que parece también oración". Y vio en esa forma de orar una representación de la crucifixión de Jesús: "No solo alzamos las manos, sino que también las extendemos, y al imitar la pasión del Señor, y al orar, confesamos a Cristo". Según Naphthali Wieder, fue precisamente porque los cristianos interpretaron la oración con los brazos extendidos como una referencia a la crucifixión del Mesías que los judíos abandonaron esta postura de oración previamente tradicional en la liturgia judía.
Justino Mártir interpretó como presagio de la forma del σταυρός de ejecución el episodio del Libro del Ex 17,8-13. El texto bíblico dice que Moisés "levantó" (ירים, ἐπῆρεν en la versión griega Septuaginta) las manos, sin especificar de qué manera. Justino describe la postura de Moisés con un término más específico y dice que Moisés "extendió" sus manos por ambos lados (τὰς χεῖρας ἑκατέρως ἐκπετάσας). Agrega que cuando Moisés relajó "esta figura que imitó la cruz" (τοῦ σχήματος τούτου τοῦ τὸν σταυρὸν μιμουμένου), el pueblo fue derrotado, y cuando Moisés lo mantuvo, el pueblo prevaleció "a causa de la cruz" (διὰ τοῦ σταυροῦ); y atribuyó  este efecto no a la oración de Moisés, sino al hecho de que Moisés "formaba el signo de la cruz" (τὸ σημεῖον τοῦ σταυροῦ ἐποίει).
La misma interpretación del evento del Antiguo Testamento se encuentra también en la anterior Epístola de Bernabé, según la que fue una señal profética de "la cruz y del que iba a ser crucificado" (περὶ τοῦ σταυροῦ καὶ τοῦ σταυροῦσθαι μέλλοντος) lo que Moisés hizo cuando, "poniéndose más alto que todos los demás, extendía sus brazos. Y de esta manera vencía de nuevo Israel. Luego, cuando los bajaba, otra vez eran pasados a cuchillo". Dice que en esto "el Espíritu inspiró en el corazón de Moisés que fabricara una figura de la cruz y del que había de sufrir en ella" (ἵνα ποιήσῃ τύπον σταυροῦ καὶ τοῦ μέλλοντος πάσχειν).

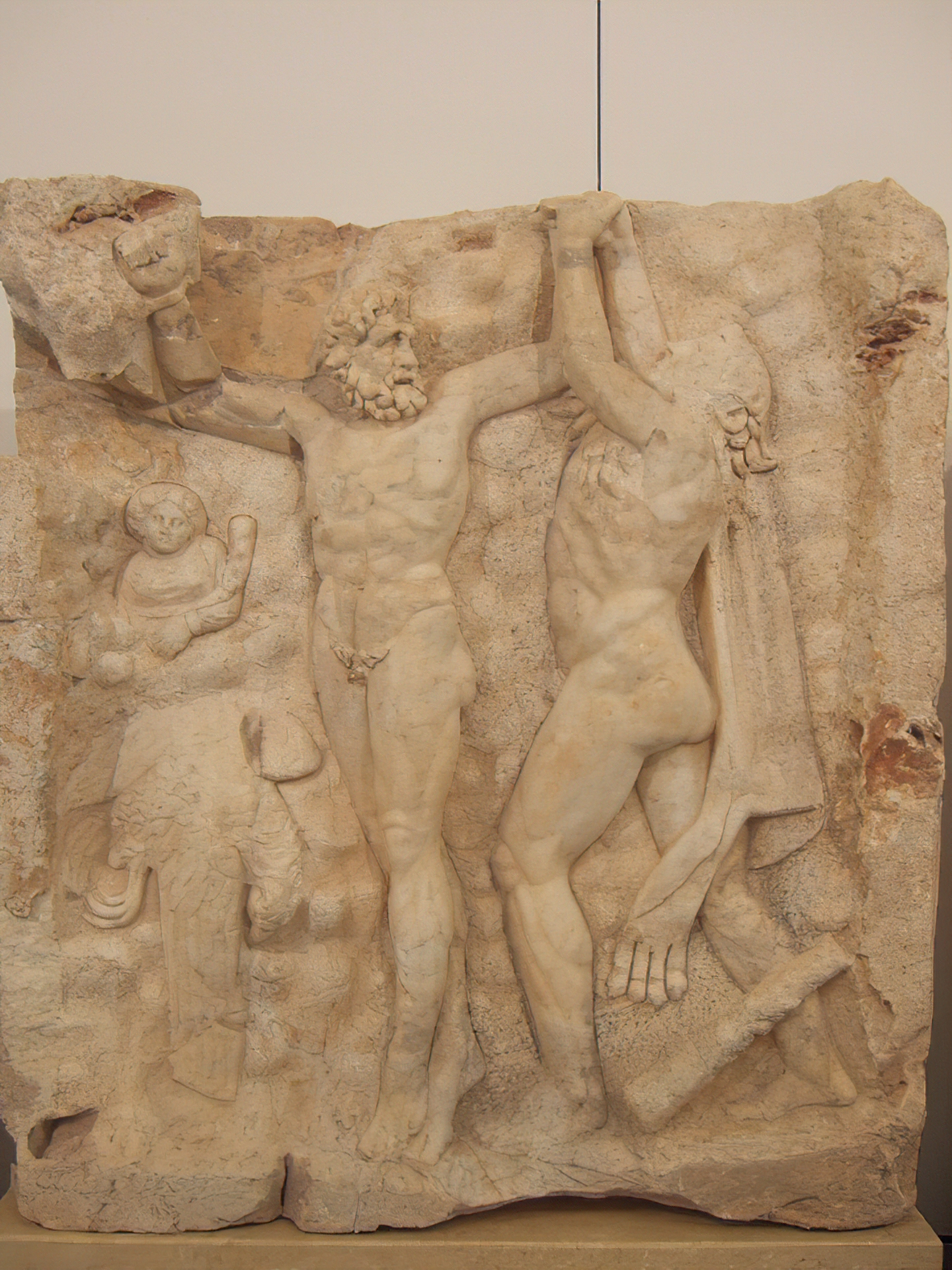
Heracles libera a Prometeo, relieve del Templo de Afrodita en Afrodisias (30 aC – 130 dC)

Justino Mártin reconoció la forma de la cruz en cosas que tienen un elemento transversal además del vertical: "Justamente lo que es, como predijo el profeta, el símbolo más importante de la fuerza de Cristo y de su autoridad, como se muestra aún por las mismas cosas que caen bajo nuestros ojos. Consideren en efecto, si cuanto hay en el mundo puede ser administrado o tener consistencia sin esta figura. Porque el mar no se surca si ese trofeo, llamado mástil, no se alza intacto en la nave; sin ella no se ara la tierra; ni cavadores ni artesanos llevan a cabo su obra si no es por instrumentos que tienen esa figura. La misma figura humana no se distingue en otra ninguna cosa de los animales irracionales, sino por ser recta, poder extender los brazos y llevar, partiendo de la frente, la prominencia llamada nariz, por la que se verifica la respiración del viviente, designando precisamente la imagen de la cruz".

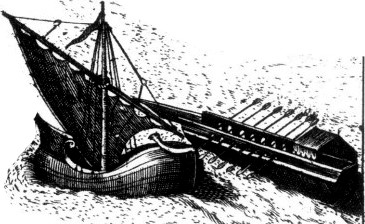
Dibujo con el que Justo Lipsio ilustra las palabras de Minucio Félix: "la nave impulsada por velas hinchadas o deslizada por remos desplegados"

Otro escritor del siglo II más joven que Justino, Minucio Félix, declara: "Por supuesto, vemos el signo de la cruz naturalmente en la nave impulsada por velas hinchadas o deslizada por remos desplegados; y cuando se levanta el estandarte militar, es el signo de la cruz, así como cuando un hombre con las manos extendidas adora a Dios con mente pura".
El no cristiano Luciano de Samosata (125 – después de 180) describe el castigo de Prometeo en el Cáucaso como una crucifixión con las manos extendidas lateralmente: "En este precipicio puede ser crucificado: extenderá una mano hacia este acantilado, y la otra hacia este opuesto ... así se hará más oportunamente la cruz".
Artemidoro, otro no cristiano, afirma que soñar con bailar en una altura es un mal augurio, dado que tanto la altura como el extender las manos son presagios de ser crucificado como criminal.

## En forma de la letra T
La Epístola de Bernabé, de entre los años 70 y 132, interpreta alegóricamente la cifra 315 (τιη’ en la numeración griega): "Dice la Escritura: Y circuncidó Abraham de su casa a trescientos dieciocho hombres. Ahora bien, ¿cuál es el conocimiento que le fue dado? Atended que pone primero los dieciocho y, hecha una pausa, los trescientos. El dieciocho se compone de la I, que vale diez, y la H, que representa ocho. Ahí tienes el nombre de IHSOUS. Mas como la cruz había de tener la gracia en la figura de la T, dice también los trescientos. Consiguientemente, en las dos primeras letras significa a Jesús, y en otra, la cruz." Esta interpretación alegórica del texto antiguo (citado en griego) a la luz de la forma de la cruz de ejecución al tiempo del autor es un ejemplo clásico de la interpretación midrashica entonces en boga en círculos judíos y cristianos.
Clemente de Alejandría (c. 150 – c. 215) interpretó de la misma manera el número τιη’ (318) y para hablar de la cruz de Cristo usó la expresión "signo del Señor":Dicen que el número 300, debido a su forma, es un tipo del signo del Señor y las letras iota y eta son indicaciones del nombre del Salvador"; y por la misma razón de la forma de la letra τ, indica que también el arca de Noé (300 codos de largo) era vista como presagio de la cruz de Jesús: "Algunos dicen que 300 codos son un símbolo del signo del Señor".
El teólogo escocés William Barclay señala que, debido a que la letra T tiene la forma exacta de la crux commissa y porque la letra griega Τ representaba el número 300, "los padres donde sea que encontraron en el Antiguo Testamento el número 300 lo interpretaron como prefiguración mística de la cruz de Cristo".
Tertuliano, que hablaba latín, no griego, y usaba la numeración romana no la griega, comentó que la letra griega τ y la latina T tienen la forma de la cruz de ejecución.
No sólo los cristianos notaron que la cruz de ejecución de ese tiempo (llamada σταυρός en griego) tenía la forma de la letra Τ (tau). En el Pleito entre consonantes de Luciano de Samosata, la letra sigma acusa la tau de haber proporcionado a los tiranos el modelo para aquel instrumento con el que crucificar a la gente y exige que la Tau sea ejecutada en su propia forma: "Los tiranos se inspiraron en su forma e imitaron su figura para construir maderos de forma análoga y crucificar hombres en ellos; y de ahí recibe este maldito invento su maldita denominación. Por todos esos crímenes, ¿cuántas penas de muerte estimáis que merece la Tau? Por mi parte, estimo de justicia reservar este único castigo a la Tau: que sea ejecutada sobre su propia forma."
Tertuliano informa que por tradición los cristianos trazaban repetidamente en sus frentes la señal de la cruz: "A cada movimiento y a cada paso, al entrar y al salir de casa, al ponernos la ropa y los zapatos, al tomar un baño, en la mesa, al prender las luces, al acostarnos, al sentarnos, en cualquiera de las tareas en que nos ocupemos, marcamos nuestras frentes con el signo". Y al hablar en otro lugar de la misma tradición, especifica el signo con la que se marcaba la frente era la cruz en forma de T: "Marcados con ese signo del que habla Ezequiel: "El Señor me dijo: Pasa por la puerta, por en medio de Jerusalén, y pon la marca Tau sobre la frente de los hombres". Pues la letra griega Tau y nuestra propia letra T son la misma forma de la cruz, que predijo que traemos en la frente".
La universalidad de la práctica cristiana primitiva de trazar el signo de la cruz en la frente, no limitada a la provincia romana de África, donde Tertuliano vivió, se muestra por el hecho que el egipcio Orígenes, tan solo unos treinta años menor que él, interpreta de manera similar el pasaje del Libro de Ezequiel al que se refería Tertuliano, con la diferencia de que Orígenes vio en el signo en la frente del que habló Ezequiel una referencia no a la letra griega tau, sino al tau del alfabeto hebreo, que en el pasado tenía la forma de una cruz. Orígenes vio esto como una profecía de la costumbre de los primeros cristianos primitivos de marca sus frentes con una cruz al emprender las actividades, especialmente la oración y la lectura de los textos sagrados.

## Representaciones visuales

### Crucifixiones

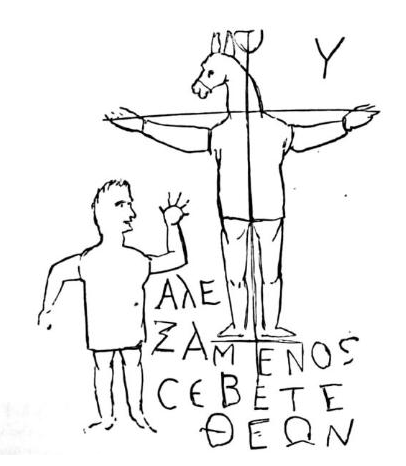
El Grafito de Alexámenos, probablemente del siglo III

La más antigua representación sobreviviente de la ejecución de Jesús parece ser el relieve del siglo II o principios del siglo III en una piedra preciosa de jaspe destinada a ser utilizada como amuleto y que se conserva en el Museo Británico de Londres. Presenta la figura de un hombre barbado desnudo cuyos brazos están atados con lazos en las muñecas al travesaño de una cruz en forma de T. Una inscripción en griego en el anverso contiene una invocación del Cristo crucificado redentor; en el reverso, una inscripción posterior de una mano diferente combina fórmulas mágicas con términos cristianos. El catálogo de una exposición de 2007 dice: "La aparición de la Crucifixión en una joya de fecha tan temprana sugiere que imágenes de este tema (ahora perdidas) pueden haber estado muy difundidas ya en los siglos II y III, probablemente en contextos cristianos normales".
Más conocido es el Grafito de Alexámenos, descubierto durante la excavación del Paedagogium en el Monte Palatino de Roma en 1857. [62] Fechado al comienzo del siglo III, retrata a un humanoide (Cristo o Anubis?) con la cabeza de un burro en una cruz en forma de T e incluye una inscripción en griego.
Otro grafito, descubierto en Pozzuoli en 1959, y atribuido por algunos al siglo I, por otros al comienzo del segundo, muestra a alguien (hombre o mujer – los estudiosos interpretan diversamente) crucificado con, por lo menos según la interpretación de M. Zaninotto, las muñecas clavadas en el travesaño. Ninguna de estas representaciones antiguas es suficientemente detallada para dar información precisa sobre los detalles de cómo se llevó a cabo una crucifixión, pero todas muestran el uso de una cruz con travesaño.

### Estaurograma

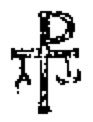
Ejemplo de estaurograma en las catacumbas

La palabra griega σταυρός, que en el Nuevo Testamento se refiere a la estructura en la que murió Jesús, aparece ya en 200 dC en dos papiros, Papiro 66 y Papiro 75, en una forma que incluye el uso de una combinación en forma de cruz de las letras griegas tau y ro. Este símbolo, el estaurograma, aparece también en el Papiro 45 (fechado en 250), siempre en relación con la crucifixión de Jesús. En 2006 Larry Hurtado notó que los primeros cristianos probablemente vieron en el estaurograma una representación de Jesús en la cruz, la cruz representada (como en otros contextos) por la tau y la cabeza por el bucle de la ro, como ya habían sugerido Robin Jensen, Kurt Aland y Erika Dinkler. En 2008, David L. Balch apoyó esta interpretación, agregando más papiros que contienen el estaurograma (Papiro 46, Papiro 80 y Papiro 91) y afirmando: "El estaurograma constituye, dentro de la tradición textual más antigua, una énfasis artística cristiana en la cruz"; "en uno de los primeros artefactos cristianos que tenemos, el texto y el arte se combinan para enfatizar Christus crucifixus". En 2015, Dieter T. Roth encontró el staurograma en todavía más papiros y en partes de los ya mencionados que habían escapado a la atención de los  anteriores estudiosos.